# 川上隆朗
川上 隆朗（かわかみ たかお、1938年 - ）は日本の外交官。

## 来歴
神奈川県生まれ。1961年に東京大学法学部卒業後、外務省に入省する。フランス、イタリア、英国、ザイール（現コンゴ民主共和国）、国連代表部、OECD代表部などでの海外勤務を経て、経済協力局政策課長、審議官を務める。その後、1988年にソ連特命全権公使となる。そして、1990年に経済協力局長を務めた。1994年に駐パキスタン大使となる。1997年には駐インドネシア大使として赴任する。2001年に国際協力事業団総裁(～2003年)、後に外務省参与、国際協力機構顧問、2007年に国際開発高等教育機構理事長を歴任した。2013年、秋の叙勲で瑞宝重光章を受章した。
入省同期に、佐藤行雄（駐オーストラリア・オランダ大使、北米局長）、兵藤長雄（駐ベルギー大使、欧亜局長）、村田光平（駐スイス大使）、柳井俊二（外務事務次官、国際海洋法裁判所判事）、小原武（駐イラン大使、中近東アフリカ局長）、久米邦貞（儀典長、駐ドイツ大使）、赤尾信敏（駐タイ大使、国連局長）などがいる。

## 著書

### 単著
- 『インドネシア民主化の光と影―寛容なるイラスム大国』朝日新聞社、2003年